# Arranjament

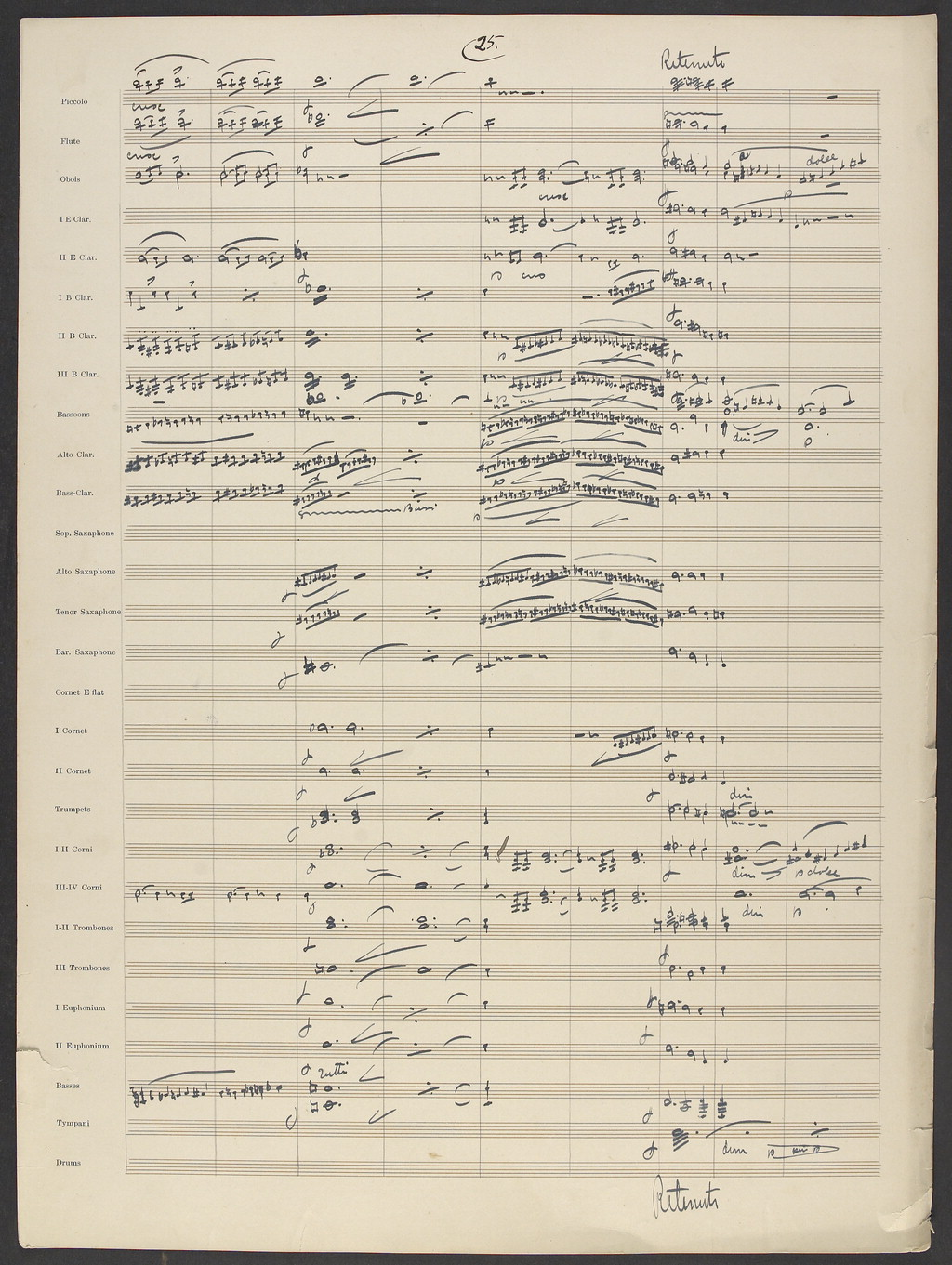
Una pàgina de l'arranjament que Sousa va fer de l'obertura de Der fliegende Holländer de Richard Wagner, un original per a orquestra arranjat per a banda.

Un arranjament és un conjunt de modificacions a què se sotmet una composició musical. Els objectius que persegueixen aquestes modificacions o transformacions poden ser diverses; entre d'altres, la possibilitat de ser interpretada per una formació musical diferent d'aquella per a la qual l'obra havia estat composta, o perquè pugui ser tocada per intèrprets que tenen un grau de perícia tal que no els permetria de poder-la tocar tal com va ser composta, o directament per a canviar-ne la sonoritat o l'estil.
Els elements que més sovint es transformen en els arranjaments són els següents:
- La instrumentació o, en el seu cas l'orquestració.
- La velocitat, és a dir el tempo. No és habitual que aquesta transformació es doni sola, però sí que és freqüent quan canvien altres paràmetres.
- La tonalitat i, per tant, també l'altura real a què sona l'obra. En tot cas, si aquest fos l'únic element modificat, no es tractaria tant d'un arranjament com d'una transposició.
- Afegir una harmonització a allò que originàriament només era una melodia.
- No és un dels canvis més freqüents, però a vegades també es juga amb la mètrica: passar-la de binària a ternària o a l'inrevés.
- També pot incloure canvis en la lletra.

En canvi l'element que gairebé no varia mai és la melodia atès que els canvis en aquests elements podrien fer fàcilment que l'oient no entengués que es tracta d'una transformació de l'obra sinó que entengués que es tracta d'una altra obra.
Les modificacions en la instrumentació tant poden comportar reescriure l'obra per a uns altres instruments com reescriure-la per a la mateixa combinació d'instruments atorgant uns rols diferents a cadascun. Reescriure-la per a un grup de tipologia diferent és la manera més habitual de canviar l'estil d'una composició.
Un cas famós d'arranjament en el terreny de la música clàssica i que inclou orquestració seria el de la suite per a piano composta per Modest Mússorgski i titulada Quadres d'una exposició: ha estat orquestrada no menys de deu vegades, i la més famosa d'elles és la que en va fer Maurice Ravel. Un altre possiblement menys conegut és el que Anton Webern va fer, jugant amb la tècnica denominada de melodia de timbres, d'un dels ricercare de l'Ofrena Musical de Johann Sebastian Bach.
En la música popular són famoses la versió que Joe Cocker va fer de With a little help from my friends de The Beatles, la que Ike and Tina Turner van fer de Proud Mary del grup Credence Clearwater Revival, la que Lucie Sylvas canta de Nothing else matters de Metallica o la versió que The Ramones van fer de What a wonderful world popularitzada per Louis Armstrong. Les versions anomenades remix de cançons de procedència molt i molt diversa, fetes amb les tècniques de la música electrònica de ball també poden ser considerades arranjaments.
Moltes cançons tradicionals han estat objecte d'arranjaments molt diversos. Numèricament són importants les harmonitzacions a quatre veus perquè puguin ser cantades per corals, però també ho han estat per a veu i piano, o han rebut instrumentacions i orquestracions diverses.